# Henryk Huss

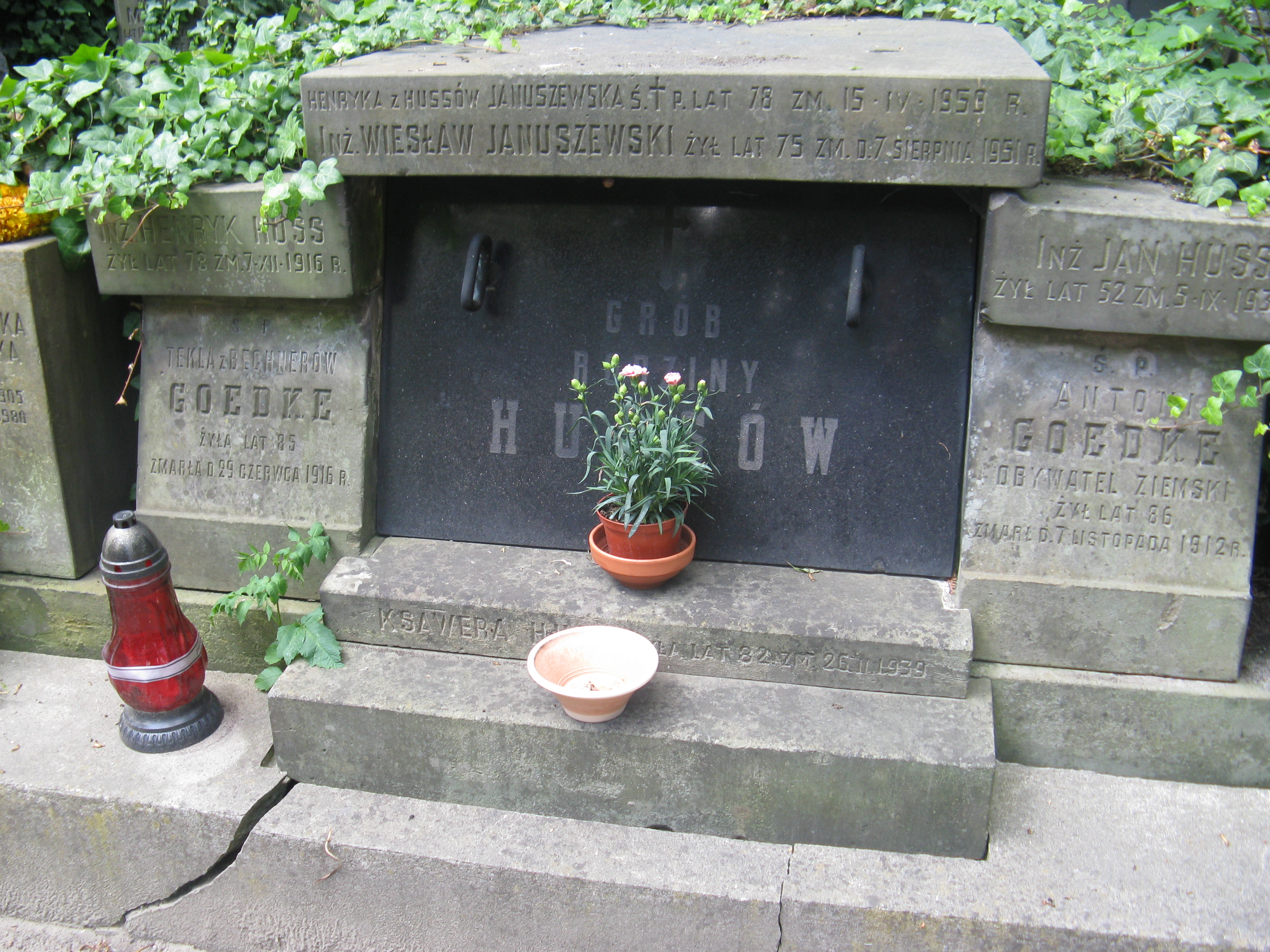
Grób Henryka Hussa na cmentarzu Powązkowskim

Henryk Huss (ur. 1838 w Krakowie, zm. 7 grudnia 1916 w Warszawie) – inżynier kolejnictwa, pomysłodawca i budowniczy warszawskiej Kolei Wilanowskiej.
Henryk Huss urodził się w rodzinie oficjalisty krzeszowickich dóbr Potockich. Pracę przy budowie linii kolejowych rozpoczął w 1858 pracując przy budowie linii z Krakowa do Lwowa. W 1859 skończył naukę w wiedeńskiej szkole politechnicznej i zatrudnił się w Warszawie na stanowisku technika przy budowie kolei Warszawsko-Wiedeńskiej, a po jej ukończeniu przy budowie kolei Warszawsko-Terespolskiej. W 1867 pracował jako inżynier nadzorujący budowę wału przeciwpowodziowego na warszawskiej Pradze. W latach 1871–1873 nadzorował budowę linii kolejowej z Białegostoku do Goniądza oraz z Brześcia do Kijowa. Od 1883 do 1885 na zlecenie Tadeusza Chrzanowskiego pracował na Polesiu przy budowie linii Wilno-Równe. W 1888 właściciel gruntów na Mokotowie i posiadacz części dóbr wilanowskich Wiktor Magnus zamówił u Hussa zaprojektowanie linii wąskotorowej kolei konnej (tramwaju konnego) z warszawskiego pl. Unii Lubelskiej (wówczas Rogatek Mokotowskich lub pl. Keksholmskiego) do Wilanowa. Rosyjskie władze wyraziły zgodę, wówczas Magnus założył wraz z Janem Kellerem i Henrykiem Hussem spółkę akcyjną Drogi Żelaznej Wąskotorowej Wilanowskiej. Linię uruchomiono w 1892, a już dwa lata później trakcję konną zastąpiła trakcja parowa. Już cztery lata później linia została wydłużona przez grunty hr. Potulickich tj. Klarysew i Jeziornę do Piaseczna.
Huss był pomysłodawcą budowy kolei wąskotorowej, która połączyła Grójec z Warszawą, a która otwarta została 10 kwietnia 1914. Huss zaplanował ją jako przedłużenie wilanowskiej kolejki wąskotorowej, której stacją końcową był wówczas Klarysew do Piaseczna, Grójca i Jasieńca. Uzyskał koncesję na budowę. W celu sfinansowania budowy w Warszawie zawiązano spółkę z udziałem Eugeniusza Paszkowskiego, Stefana Lubomirskiego, Tomasza Zamoyskiego i cadyka Altera Magieta z Góry Kalwarii. Spółka uzyskała koncesję na budowę odcinka do Góry Kalwarii, a po tym jak sąd orzekł bankructwo firmy Hussa, odprzedał on spółce Lubomirskiego koncesję również na budowę odcinka do Grójca. Pochowany na cmentarzu Powązkowskim w Warszawie (kwatera 177-5-14/15).